# Le Miracle de P. Tinto
Pour plus de détails, voir Fiche technique et Distribution.
Le Miracle de P. Tinto (El milagro de P. Tinto) est un film espagnol réalisé par Javier Fesser, sorti en 1998.

## Synopsis
P. Tinto rêve d'avoir une grande famille. À l'école, il rencontre Olivia Prieto, une jeune fille aveugle, et tombe amoureux d'elle. Ils grandissent et finissent par vivre ensemble, priant saint Nicolas de leur donner un enfant. Un jour, deux Martiens s'écrasent devant leur maison et ils décident de les adopter.

## Fiche technique
- Titre : Le Miracle de P. Tinto
- Titre original : El milagro de P. Tinto
- Réalisation : Javier Fesser
- Scénario : Guillermo Fesser et Javier Fesser
- Musique : Suso Sáiz
- Photographie : Javier Aguirresarobe
- Montage : Guillermo Represa
- Production : Luis Manso
- Société de production : Películas Pendelton et Sociedad General de Televisión
- Pays :  Espagne
- Genre : Comédie et fantastique
- Durée : 106 minutes
- Date de sortie : 
  - Espagne : 18 décembre 1998

## Distribution
- Luis Ciges : P. Tinto
- Silvia Casanova : Olivia
- Pablo Pinedo : Joselito
- Andrés Cigues : P. Tinto enfant
- Bermúdez : P. Tinto jeune adulte
- Sonia Casanova : Olivia enfant
- Goizalde Núñez : Olivia jeune adulte
- Emilio Gavira : le premier Martien, « le Lieutenant »
- Javier Aller : le deuxième Martien, « José Ramón »
- Janfri Topera : Usillos
- Germán Montaner : Bartolo

## Distinctions
Le film a été nommé pour deux prix Goya et a reçu le prix Goya des meilleurs effets spéciaux.